# 金光镇
金光镇（朝鲜语：／，1927年5月12日—1997年2月27日）朝鲜劳动党中央委员会委员、中央军事委员会委员，国防委员会委员。

## 生平
金光镇生于中国吉林延边地区（朝鲜语称间岛，另一说为出生于平壤），朝鲜人民军红旗万景台革命学院毕业，曾在苏联留学。早年参加苏联红军，后加入朝鲜人民军。
1950年任炮兵营长（中校），1951年1月任炮兵团团长（大校），1954年9月在金日成军事综合大学深造。1958－1969年先后任炮兵参谋长、副司令官。1969年9月任人民军炮兵司令官。1970年3月晋升中将，任人民军军团长。1978年5月－1984年4月任朝鲜人民军副总参谋长， 1980年10月在劳动党六大上当选为候补中央委员。1984年4月任人民军第5军军长。1984年7月在劳动党全会上当选为中央委员，同年12月－1995年10月任人民武装力量部副部长。1985年2月晋升上将，4月晋升大将。1990年5月当选为国防委员会委员。1992年4月晋升次帅。1995年3月被指定为（非中央全会选举）朝鲜劳动党中央军事委员会委员，1995年10月－1997年2月任人民武装力量部第一副部长。1997年2月27日在任内逝世。
1978年12月、1985年4月两次荣获金日成勋章。1948年8月、1972年12月、1982年2月、1986年11月、1990年4月五次当选为最高人民会议议员。
1. ↑  . 东亚日报. 1997-02-28  [2022-07-16]. （原始内容存档于2022-07-16） （韩语）.